# Санжи
Санжи — упразднённое село в Дахадаевском районе Дагестана. Входило в состав сельсовета Ицаринский. Упразднено в начале 1970-х годов, население в большей своей массе переселились в село Дружба.

## География
Располагалось на левом берегу реки Уллучай, в 2,5 км к юго-востоку от села Ицари.

## История
С 1860 года в составе Аштикулинского наибства Казикумухского округа.
До 1925 года село входило в Лакский округ. 
По данным на 1926 год хутор Санжи состоял из 22 хозяйств и входил в состав Аштынского сельсовета Дахадаевского района.. 
В 1944 году жители села переселены на территорию бывшей Чечено-Ингушской АССР, а село ликвидировано. В 1958 году, после возвращения чеченцев из депортации, бывшие жители села вернулись в него и населённый пункт был восстановлен, но уже в составе Ицаринского сельсовета. Вплоть до окончательного упразднения, село являлось отделением колхоза имени Комсомола села Ицари. 
С 1969 года был начат процесс по плановому переселению жителей села на равнину, в село Дружба. К началу 1970-х годов жители разъехались и населённый пункт был упразднён.

## Население
| год       | 1895 | 1908 | 1926 | 1939 | 1959 | 1970 |
| население | 72   | 61   | 94   | 121  | 94   | 67   |

Село являлось моноэтническим — даргинским.